# شارب القط ثنائي اللون
شارب القط ثنائي اللون (الاسم العلمي:Orthosiphon discolor) هو نوع من النباتات يتبع جنس شارب القط من الفصيلة الشفوية.